# Думановце
Думановце или Думановци (на македонска литературна норма: Думановце; на албански: Dumanoci, Думаноци) е село в Северна Македония, в община Липково.

## География
Селото е разположено в западните поли на Скопска Църна гора.

## История
В края на XIX век Думановце е българско село в Кумановска каза на Османската империя. Според статистиката на Васил Кънчов („Македония. Етнография и статистика“) от 1900 г. Думановци е населявано от 245 жители българи християни.
Според секретен доклад на българското консулство в Скопие 34 християнски къщи през 1900 година преминават на страната на Сръбската пропаганда в Македония.
Цялото християнско население на селото е сърбоманско под върховенството на Цариградската патриаршия. Според патриаршеския митрополит Фирмилиан в 1902 година в селото има 36 сръбски патриаршистки къщи. По данни на секретаря на Българската екзархия Димитър Мишев („La Macédoine et sa Population Chrétienne“) в 1905 година в Думановци има 312 българи патриаршисти сърбомани.
Според преброяването от 2002 година селото е без жители.